# Owen Paterson (Filmschaffender)
Owen Paterson ist ein australischer Production Designer. Er wuchs in Westaustralien auf und lebt heute mit seiner Frau und seinen zwei Kindern in Sydney.
Paterson war der Hauptverantwortliche für die Setgestaltung der Matrix-Trilogie. Seine Zusammenarbeit mit den Wachowski-Brüdern setzte sich mit V wie Vendetta fort.
In Matrix hinterließ er als Designer auch seine Spur, indem er in einer kurzen Szene angab, dass die Hauptfigur Neo an die „Owen Paterson High School“ ging.